# Emilio Satriano
Emilio Salvador Satriano (Chivilcoy, Provincia de Buenos Aires; 28 de junio de 1952) es un expiloto argentino de automovilismo. Reconocido en su país por su incursión a nivel nacional en categorías como el Turismo Carretera y el Turismo Nacional, supo proclamarse campeón de la primera de ellas en el año 1990, compitiendo al comando de una unidad Chevrolet Chevy, marca que representó en esa categoría a lo largo de toda su carrera.
Debutó profesionalmente compitiendo en la categoría Monomarca Citroën Semipreparado, donde obtuvo 5 títulos (1971, 1972, 1973, 1974 y 1975), al volante de un Citroën 2CV. En Turismo Nacional, debutó en el año 1976 al comando de un Fiat 128 y fue subcampeón de Clase B en 1978. En 1998 debutó en el segundo campeonato nacional de la Top Race, donde compitió al comando de un Mercedes-Benz Clase C. A nivel internacional, en 1993 formó parte de la denominada Misión Argentina Roberto Mouras, que participó en las 24 Horas de Daytona patrocinada por la Asociación Corredores de Turismo Carretera. En esta competencia, Satriano compitió formando parte de la tripulación del Oldsmobile Cutlass Supreme #25, junto a Fabián Acuña, Jorge Oyhanart y Eduardo Ramos. En Turismo Carretera, debutó en el año 1980 y el 19 de abril de 1981 obtuvo su primera victoria en la "XXVI Vuelta de Olavarría", corrida en el Semipermanente "Luciano Fortabat" de dicha localidad. Tal triunfo, le permitió a Satriano ingresar en el historial de ganadores de TC, como su miembro número 132. Fue subcampeón de esta última categoría en los años 1985 y 1998, y campeón en 1990.

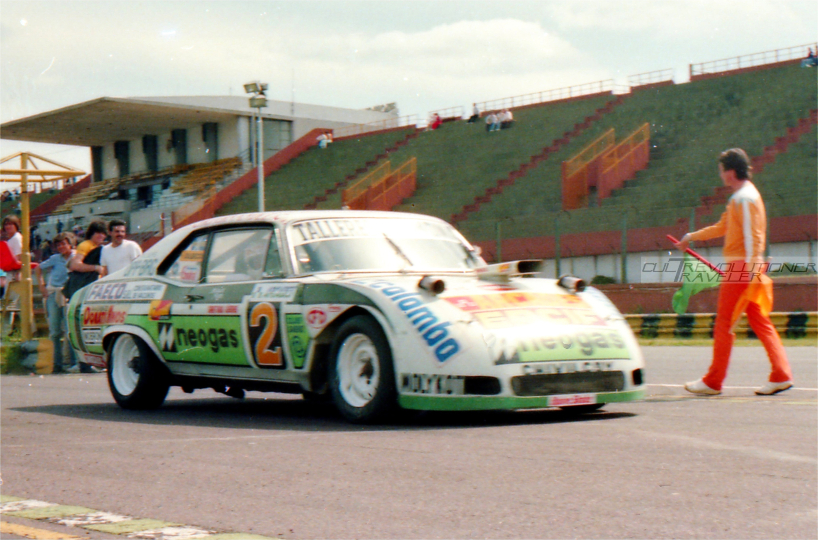
Emilio Satriano en 1986.

A lo largo de su carrera deportiva, su trabajo contó con la colaboración de su hermano Pablo (1941-2018) en la atención de sus unidades. Tras retirarse de la actividad deportiva en el año 2000, continuó ligado al ámbito del automovilismo, formando su propia escudería de competición con la que propició la participación de varios pilotos dentro del TC, como de sus divisiones inferiores.

## Trayectoria
| Año  | Categoría                                  | Marca               |
| ---- | ------------------------------------------ | ------------------- |
| 1970 | Monomarca Citroën Semipreparado            | Citroën 2CV         |
| 1971 | Campeón Monomarca Citroën                  | Citroën 2CV         |
| 1972 | Campeón Monomarca Citroën                  | Citroën 2CV         |
| 1973 | Campeón Monomarca Citroën                  | Citroën 2CV         |
| 1974 | Campeón Monomarca Citroën                  | Citroën 2CV         |
| 1975 | Campeón Monomarca Citroën                  | Citroën 2CV         |
| 1976 | Debut en la Clase B del Turismo Nacional   | Fiat 128            |
| 1977 | Clase B del Turismo Nacional               | Fiat 128            |
| 1978 | Subcampeón de Clase B del Turismo Nacional | Fiat 128            |
| 1979 | Clase B del Turismo Nacional               | Fiat 128            |
| 1980 | Debut en Turismo Carretera                 | Chevrolet Chevy     |
| 1981 | Turismo Carretera                          | Chevrolet Chevy     |
| 1982 | Turismo Carretera                          | Chevrolet Chevy     |
| 1983 | Turismo Carretera                          | Chevrolet Chevy     |
| 1984 | Turismo Carretera                          | Chevrolet Chevy     |
| 1985 | Subcampeón de Turismo Carretera            | Chevrolet Chevy     |
| 1986 | Turismo Carretera                          | Chevrolet Chevy     |
| 1987 | Turismo Carretera                          | Chevrolet Chevy     |
| 1988 | Turismo Carretera                          | Chevrolet Chevy     |
| 1989 | Turismo Carretera                          | Chevrolet Chevy     |
| 1990 | Campeón de Turismo Carretera               | Chevrolet Chevy     |
| 1991 | Turismo Carretera                          | Chevrolet Chevy     |
| 1992 | Turismo Carretera                          | Chevrolet Chevy     |
| 1993 | 24 Horas de Daytona                        | Cutlass Supreme     |
| 1993 | Turismo Carretera                          | Chevrolet Chevy     |
| 1994 | Turismo Carretera                          | Chevrolet Chevy     |
| 1995 | Turismo Carretera                          | Chevrolet Chevy     |
| 1996 | Turismo Carretera                          | Chevrolet Chevy     |
| 1997 | Turismo Carretera                          | Chevrolet Chevy     |
| 1997 | Top Race                                   | Mercedes-Benz C-202 |
| 1998 | Subcampeón de Turismo Carretera            | Chevrolet Chevy     |
| 1998 | Top Race                                   | Mercedes-Benz C-202 |
| 1999 | Turismo Carretera                          | Chevrolet Chevy     |
| 1999 | Top Race                                   | Mercedes-Benz C-202 |
| 2000 | Turismo Carretera                          | Chevrolet Chevy     |
| 2000 | Top Race                                   | Mercedes-Benz C-202 |

- [3]

## Palmarés

### Títulos
| Título     | Categoría                       | Marca           | Año  |
| ---------- | ------------------------------- | --------------- | ---- |
| Campeón    | Monomarca Citroën Semipreparado | Citroën 2CV     | 1971 |
| Campeón    | Monomarca Citroën Semipreparado | Citroën 2CV     | 1972 |
| Campeón    | Monomarca Citroën Semipreparado | Citroën 2CV     | 1973 |
| Campeón    | Monomarca Citroën Semipreparado | Citroën 2CV     | 1974 |
| Campeón    | Monomarca Citroën Semipreparado | Citroën 2CV     | 1975 |
| Subcampeón | Clase B del Turismo Nacional    | Fiat 128        | 1978 |
| Subcampeón | Turismo Carretera               | Chevrolet Chevy | 1985 |
| Campeón    | Turismo Carretera               | Chevrolet Chevy | 1990 |
| Subcampeón | Turismo Carretera               | Chevrolet Chevy | 1998 |

### Título honorífico
| Título  | Premio           | Año  |
| ------- | ---------------- | ---- |
| Ganador | Olimpia de Plata | 1990 |

### Carreras ganadas en TC
| #  | Fecha                    | Carrera                                  | Automóvil       | Promedio (km/h) |
| -- | ------------------------ | ---------------------------------------- | --------------- | --------------- |
| 1  | 19 de abril de 1981      | Vuelta de Olavarría                      | Chevrolet Chevy | 192,739         |
| 2  | 06 de junio de 1982      | Vuelta de Concordia                      | Chevrolet Chevy | 165,927         |
| 3  | 08 de agosto de 1982     | Vuelta de Pergamino                      | Chevrolet Chevy | 179,542         |
| 4  | 22 de agosto de 1982     | Autódromo Ciudad de Nueve de Julio       | Chevrolet Chevy | 153,882         |
| 5  | 05 de septiembre de 1982 | Vuelta de Punta Alta                     | Chevrolet Chevy | 193,505         |
| 6  | 14 de julio de 1983      | Vuelta de Santiago del Estero            | Chevrolet Chevy | 211,169         |
| 7  | 23 de octubre de 1983    | Vuelta de Junín                          | Chevrolet Chevy | 164,566         |
| 8  | 09 de junio de 1985      | Vuelta de San Lorenzo                    | Chevrolet Chevy | 158,008         |
| 9  | 30 de junio de 1985      | Vuelta de Junín                          | Chevrolet Chevy | 165,412         |
| 10 | 05 de enero de 1986      | Vuelta de Tandil                         | Chevrolet Chevy | 182,412         |
| 11 | 24 de agosto de 1986     | Vuelta de San Miguel del Monte           | Chevrolet Chevy | 175,778         |
| 12 | 23 de noviembre de 1986  | Vuelta de La Plata                       | Chevrolet Chevy | 187,285         |
| 13 | 22 de marzo de 1987      | Autódromo Ciudad de Nueve de Julio       | Chevrolet Chevy | 157,755         |
| 14 | 28 de junio de 1987      | Autódromo Municipal de Buenos Aires      | Chevrolet Chevy | 170,235         |
| 15 | 15 de noviembre de 1987  | Vuelta de Olavarría                      | Chevrolet Chevy | 167,596         |
| 16 | 05 de junio de 1988      | Autódromo Oscar Cabalén                  | Chevrolet Chevy | 141.780         |
| 17 | 21 de mayo de 1989       | Vuelta de Bahía Blanca                   | Chevrolet Chevy | 177,497         |
| 18 | 07 de octubre de 1990    | Autódromo Juan Manuel Fangio de Balcarce | Chevrolet Chevy | 146,419         |
| 19 | 21 de octubre de 1990    | Vuelta de Lobos                          | Chevrolet Chevy | 161,236         |
| 20 | 04 de noviembre de 1990  | Vuelta de Bahía Blanca                   | Chevrolet Chevy | 177,761         |
| 21 | 18 de noviembre de 1990  | Vuelta de Olavarría                      | Chevrolet Chevy | 162,063         |
| 22 | 20 de noviembre de 1994  | Autódromo Juan Manuel Fangio de Balcarce | Chevrolet Chevy | 147,344         |
| 23 | 11 de junio de 1995      | Autódromo Juan Manuel Fangio de Balcarce | Chevrolet Chevy | 127,534         |
| 24 | 10 de marzo de 1996      | Autódromo Juan Manuel Fangio de Balcarce | Chevrolet Chevy | 142,453         |
| 25 | 20 de octubre de 1996    | Autódromo Roberto Mouras de La Plata     | Chevrolet Chevy | 150,831         |
| 26 | 03 de noviembre de 1996  | Autódromo Oscar Alfredo Gálvez           | Chevrolet Chevy | 159,637         |
| 27 | 08 de septiembre de 1996 | 2 Horas de Buenos Aires                  | Chevrolet Chevy | 184,533         |

- Total: 27 carreras ganadas entre 1980 y 2000

## Fuente consultada
- Emilio Satriano, el incondicional de Chevrolet

- Datos: Q5831324
- Multimedia: Emilio Satriano / Q5831324